# Žebletín
Žebletín (německy Sebeltitz) je zaniklá vesnice ve vojenském újezdu Hradiště v okrese Karlovy Vary. Ležela v Doupovských horách asi 2,5 kilometru západně od Kadaňského Rohozce v nadmořské výšce okolo 410 metrů.

## Název
Název vesnice je odvozen z osobního jména Zeblata, které vzniklo jazykovým vývojem ze slova žába. Je však také možné, že vzniklo ze slova Zablatici, tj. lidé, kteří žijí za močálem. V historických pramenech se objevuje ve tvarech: Schebletici (1196), vsi Žebletína… (1544), Sebedic (1623), Sebelticz (1654), Sebletitz (1784), Sebltitz (1785), Sebeltitz nebo Sebltitz (1847) a Žebletín nebo Sebeltitz (1848).

## Historie
První písemná zmínka o Žebletínu pochází z roku 1196, kdy Milhost z Mašťova vesnici daroval neúspěšně založenému mašťovskému klášteru cisterciáků. V roce 1544 Žebletín patřil ke žďárskému panství. Roku 1561 o vesnici vedl spor Albrecht Šlik s Annou ze Žďáru, protože Albrecht Žebletín zastavil společně s dalšími vesnicemi Mikešovi z Hrobčic, ale Anna ze Žďáru proti tomu namítala, že vesnice patří odedávna k jejímu panství. Výsledek sporu je nejasný, ale Žebletín zůstal u žďárského panství až do roku 1850.
Po třicetileté válce ve vsi podle berní ruly žilo sedm sedláků a dva chalupníci. Obdělávali neúrodná pole, na kterých pěstovali žito, ale hlavním zdrojem jejich obživy byl chov dobytka. V roce 1785 ve vesnici stálo dvacet domů a během dalšího století přibyl pouze mlýn s pilou zvaný Fussmühle, který stával asi 600 metrů jihozápadně od Žebletína na břehu Liboce.
V roce 1914 byla většina služeb dostupná ve Žďáru. V samotném Žebletíně býval jen hostinec, trafika a pracoval v něm švec. Pila u mlýna zanikla, ale nahradila ji pekárna. Jižně od bývalé vsi vyvěrá pramen uhličité kyselky. Stávala u něj restaurace, jejíž majitel vodu zachycoval, ale neúspěšný podnik roku 1908 koupil Heinrich Mattoni. U pramene postavil jímací budovu a domek správce. Podle údajů z roku 1935 měla voda podobné vlastnosti jako krondorfská kyselka nebo klášterecká Evženie, ale nehodila se pro dopravu na větší vzdálenosti.
Po druhé světové válce došlo k vysídlení Němců z Československa a vesnici se nepodařilo zcela dosídlit. V roce 1947 v ní žilo jen 37 obyvatel. Na počátku padesátých let dvacátého století byl Žebletín zařazen do druhé etapy rušení sídel při zřizování vojenského újezdu Hradiště, a vesnice k 31. srpnu 1953 zanikla.

## Přírodní poměry
Žebletín stával v katastrálním území Žďár u Hradiště asi 6,5 kilometru severozápadně od Mašťova. Oblast se nachází ve východní části Doupovských hor, konkrétně v jejich okrsku Rohozecká vrchovina, v nadmořské výšce asi 410 metrů. Okolo vsi protékal Žďárský potok, který se jihovýchodně od ní vlévá do Liboce. Půdní pokryv v širším okolí tvoří kambizem eutrofní vyvinutá na svahovinách čedičů. V rámci Quittovy klasifikace podnebí Žebletín stojí v mírně teplé oblasti MT4, pro kterou jsou typické průměrné teploty −2 až −3 °C v lednu a 16–17 °C v červenci. Roční úhrn srážek dosahuje 500–750 milimetrů, sníh zde leží 60–80 dní v roce. Mrazových dnů bývá 110–130, zatímco letních dnů jen 20–30.

## Obyvatelstvo
Při sčítání lidu v roce 1921 zde žilo 106 obyvatel (z toho 57 mužů) německé národnosti a římskokatolického vyznání. Podle sčítání lidu z roku 1930 měla vesnice 85 obyvatel se stejnou národností a náboženskou strukturou.
|           | 1869 | 1880 | 1890 | 1900 | 1910 | 1921 | 1930 | 1950 |
| --------- | ---- | ---- | ---- | ---- | ---- | ---- | ---- | ---- |
| Obyvatelé | 84   | 101  | 102  | 85   | 93   | 106  | 85   | 38   |
| Domy      | 17   | 23   | 23   | 23   | 21   | 21   | 21   | 21   |

## Obecní správa
Po zrušení patrimoniální správy se Žebletín stal roku 1850 obcí, ale při sčítání lidu v roce 1869 byl osadou Žďáru. Roku 1874 se stal znovu obcí, ke které patřily osady Maleš a Hluboká.